# Налідиксова кислота
Налідиксова кислота (Неграм) — синтетичний антибіотик з групи хінолонів для перорального застосування. Налідиксова кислота уперше синтезована у 1962 році в США, перші клінічні дослідження проведено Джорджем Лешером, а розпочала застосовуватись у клінічній практиці з 1967 року.
На території ЄС призупинено реєстрацію налідиксової кислоти.

## Фармакологічні властивості
Налідиксова кислота — синтетичний антибіотик з групи хінолонів. Діє бактерицидно, порушуючи синтез ДНК в бактеріальних клітинах.
Типово антибіотик застосовували при лікуванні інфекцій сечових шляхів.
До препарату чутливі такі мікроорганізми: сальмонели, шигели, Escherichia coli, Enterobacter spp., Proteus spp., Providencia rettgeri, Morganella morganii, клебсієли. До налідиксової кислоти нечутливі Pseudomonas aeuruginosa, хламідії, Actinomyces spp., Enterococcus spp., анаеробні мікроорганізми і грампозитивні мікроорганізми.
Bifidobacteria, Lactobacillus, Pseudomonas та Staphylococcus стійкі. Salmonella enterica serovar Typhimurium штам ATCC14028 набуває стійкості до налідиксової кислоти, коли ген gyrB мутований (штам IR715).

### Фармакокінетика
Налідиксова кислота швидко всмоктується в шлунково-кишковому тракті. Біодоступність препарату складає 96 %. Максимальна концентрація в крові досягається через 1-2 години. Високі концентрації препарату виявляються лише в сечостатевій системі та сечі, в інших органах і тканинах терапевтичних концентрацій не досягає. Препарат проходить через плацентарний бар'єр, виділяється в грудне молоко. Налідиксова кислота метаболізується в печінці з утворенням як активних, так і неактивних метаболітів. Виділяється препарат з організму з калом і з сечею у вигляді метаболітів та у незміненому вигляді. Період напіввиведення препарату становить 1—2 години у дорослих та до 4 годин у дітей, при порушенні функції нирок цей час може збільшуватися.

## Показання до застосування
Налідиксова кислота застосовується при захворюваннях сечостатевої системи, що спричинені грамнегативними бактеріями, а також із профілактичною метою при операціях або інвазивних діагностичних обстеженнях, що проводяться при захворюваннях сечостатевої системи.

## Побічна дія
При застосуванні налідиксової кислоти можливі наступні побічні ефекти:
- Алергічні реакції — нечасто висипання на шкірі, свербіж шкіри, кропив'янка, набряк Квінке, фотосенсибілізація.
- З боку нервової системи — головний біль, запаморочення, сонливість, галюцинації, порушення зору, судоми, дезорієнтація, тремор, порушення зору, у дітей — підвищення внутрішньочерепного тиску.
- З боку травної системи — нечасто нудота, блювання, біль в животі, діарея, гіркота в роті, печія; рідко холестаз, шлунково-кишкові кровотечі.
- З боку опорно-рухового апарату — рідко міалгії, артралгії.
- Зміни в лабораторних аналізах — при застосуванні у високих дозах еозинофілія, гемолітична анемія, тромбоцитопенія, підвищення рівня активності амінотрансфераз в крові, підвищення рівня креатиніну та сечовини в крові.

## Протипокази
Налідиксова кислота протипоказана при непереносимості хінолонів, при вагітності, годуванні грудьми, епілепсії, паркінсонізмі, дітям до 2 років, важких порушеннях функції печінки та нирок, важких формах церебрального атеросклерозу. З обережністю застосовують препарат при недостатності глюкозо-6-фосфатдегідрогенази.При застосуванні налідиксової кислоти не рекомендується ультрафіолетове опромінення через можливість фотодерматозу. При застосуванні налідиксової кислоти у хворих імовірне загострення порфірії.

## Форми випуску
Налідиксова кислота випускається у вигляді таблеток і капсул по 0,5 г. Реєстрація препарату в Україні закінчилась 22 лютого 2010 року.